# 国际气象节
國際氣象節（International Weather Festival），由法国气象预报员Francois Fandeux于1991年创立，定于每年的2月10日举办，首次气象节在巴黎附近的伊西莱穆利诺举行，當時有超过16個國家的25個電視台共同参加，來自世界各地的氣象專家、學者，會以參加氣象節的電視台中，評出優秀的氣象節目、氣象小姐和氣象先生。